# Le Monde magique de Reggie
Le Monde magique de Reggie (Twelve Forever) est une série d'animation américaine en 26 épisodes de 14 minutes créée par Julia Vickerman, anciennement scénariste et artiste de storyboard sur la série Les Super Nanas. La série est produite par Netflix, et diffusée depuis le 29 juillet 2019 sur Netflix. Elle développe un pilote du même nom produit par Cartoon Network Studios en 2015.

## Synopsis
Reggie Abbott ne souhaite pas grandir. Elle préfère aller dans son monde magique avec ses amis Todd et Esther. Là, ils ont des super-pouvoirs et tout est étonnant et imprévisible. La principale ennemie de Reggie est la Croupi-sorcière.

## Épisodes
1. Twelve Forever (Cartoon Network)
2. L'Anniversaire
3. Croupi-sorcière
4. Esther
5. Guy Plaisant
6. L'Île sans fin
7. Dustin
8. Les Deux Costauds
9. Le Centre commercial
10. L'École
11. Les Secrets
12. Homgouin
13. Chic
14. Les Habitants de l'île sans fin
15. Le Papa de Reggie
16. Le Baby-sitting
17. Pas Douze
18. Accès barré, 1re partie
19. Accès barré, 2e partie
20. Roger Brun
21. Les Vacances
22. Le Bal
23. L'Audition
24. L'Étranger
25. Todd
26. Les Retrouvailles

## Distribution

### Voix originales
- Kelsy Abbott : Reggie
- Jaylen Barron : Esther
- Antony Del Rio : Todd
- Spencer Rothbell : Colin
- Wade Randolph : Dr Champion
- Steve Agee : Big Deal
- Matt Berry : Croupi-sorcière
- Noel Fielding : Guy Plaisant

### Voix françaises
- Maxime Baudouin : Todd
- Guillaume Beaujolais : Croupisorcière
- Pascal Benjamin : Beth, Gras Droit, Tasty Troy, Swimple Dan
- Tissier Gilduin : Docteur Champion, Colin

 Source et légende : version française (VF) sur RS Doublage